# 圖費尼鄉
44°23′00″N 24°47′00″E / 44.3833°N 24.7833°E
圖費尼鄉（羅馬尼亞語：Comuna Tufeni, Olt），是羅馬尼亞的鄉份，位於該國南部，由奧爾特縣負責管轄，處於布加勒斯特以西100公里，每年平均降雨量970毫米，海拔高度130米，2007年人口3,138。